# Мексиканский ворон
Мексика́нский во́рон (лат.  Corvus imparatus) — вид птиц из рода во́ронов.

## Описание
Размером мексиканский ворон около 34—38 см. Это самый маленький ворон Техаса. Оперение блестящее сине-чёрное, клюв тонкий и чёрный, ноги чёрные, хвост по форме квадратный. Внешне похож на белошейную ворону (Corvus cryptoleucus), но она крупнее и хвост имеет другую форму — клиновидную.
Наиболее генетически близкими к мексиканскому ворону являются рыбный ворон (Corvus ossifragus) и Corvus sinaloae.
Мексиканский ворон — очень социальная птица, они образуют большие стаи, мигрируют вместе.

## Среда обитания
Излюбленным местом обитания являются тугайные леса, хвойные леса, фермы, городские ареалы, свалки.

## Распространение
Распространён в южном Техасе, иногда встречается в Браунсвилле, также останавливается в нижней части долины Рио-Гранде.
Границы ареала проходят вдоль границы Техас-Мексика на север до Соноры, к югу до штата Колима и к северной части штата Веракрус.

## Питание
Главным образов в пищу идут семена, насекомые и падаль. На деревьях мексиканский ворон может кормиться фруктами и ягодами, кроме того может полакомиться яйцами или птенцами других птиц.

## Гнездование
Гнездо делает на дереве или в густых зарослях, по внешнему виду напоминает гнездо американского ворона (Corvus brachyrhynchos).

## Голос
Звук, издаваемый мексиканским вороном, описывают как низкий резкий «аввввк» или мягкое «гар-лик», что напоминает кваканье лягушки. Это очень не свойственный воронам крик.